# Damián Zepeda Vidales
Damian Zepeda Vidales (Hermosillo, Sonora; 17 de noviembre de 1978) es un político mexicano, miembro del Partido Acción Nacional, del cual fue Secretario General desde el 24 de agosto de 2015 hasta el 9 de diciembre de 2017. Fue presidente nacional del PAN, fue candidato a la presidencia municipal de Hermosillo, Sonora, además fue diputado local por el Distrito IV de Hermosillo y diputado federal de México por el Distrito V del estado de Sonora.[cita requerida]

## Familia
Es el segundo hijo de 3 del matrimonio Zepeda Vidales, su papá es Víctor Zepeda (empresario) y su mamá Natalia Vidales, su hermano mayor se llama Víctor y el menor Ernesto, está casado con Ivonne Robinson Bours González, tiene un hijo Dámian Zepeda Robinson Bours.[cita requerida]

## Estudios
Damián Zepeda es Licenciado en Derecho por la Universidad de Sonora graduado con mención honorífica, tiene diplomado en Marketing Político por la Universidad del Noroeste (2002), diplomado en políticas públicas por la Universidad de Harvard (2005) además tiene una Maestría en Administración de Negocios (MBA) en la Universidad Thunderbird de Arizona y Tecnológico de Monterrey (2006).[cita requerida]

## Trayectoria dentro del PAN
Dentro de su trayectoria política se encuentra ser Orador en una Convención Municipal para la Elección del entonces candidato a la Alcaldía de Hermosillo, Javier Gándara Magaña así como Coordinador Estatal de Jóvenes en la campaña del PAN a la Gubernatura de Sonora en 2003. Actualmente es Consejero Estatal del Partido Acción Nacional en Sonora y Consejero Nacional del Partido Acción Nacional.
Fue postulado por los militantes de Partido Acción Nacional como candidato a diputado local (2009), diputado federal (2012), alcaldía de Hermosillo (2015) y designado el 21 de agosto de 2015 secretario general del Partido Acción Nacional.
Diputado local de la Legislatura LIX en el Congreso del Estado de Sonora en la que fungió como presidente de la Comisión de Justicia y Derechos Humanos, 
diputado federal en la Legislatura LXII en la que fungió como Presidente de la Comisión de Hacienda y Crédito Público.
Candidato del PAN a la Presidencia Municipal de Hermosillo, Sonora, en 2015.
Inicia su participación en el PAN en el año 2000, siendo militante activo del Partido Acción Nacional (PAN) desde el 4 de diciembre de 2001, donde ha sido integrante del Consejo Estatal y Nacional.
El 21 de agosto de 2015, fue electo Secretario General del Comité Ejecutivo Nacional del PAN y el 9 de diciembre de 2017 tomo protesta como Presidente Nacional del PAN.

## Cargos de Administración pública
En la administración pública local de Hermosillo fue secretario técnico de la Comisión de Hacienda y Obra Pública y secretario técnico de la Comisión de Obra Pública entre 2001 y 2003.[cita requerida]
Trabajó en la Comisión Nacional de Acuacultura y Pesca. En el Distrito Federal se desempeñó como jefe de Departamento entre 2003 y 2004; así como Director de la Unidad de Administración Interna y Vinculación de la misma entre 2004 y 2006. En Mazatlán fue visitador regional entre 2006 y 2007 y coordinador de seguimiento de programas estratégicos entre 2007 y 2009.[cita requerida]

## Diputado local
Fue elegido el 5 de julio del 2009 diputado local propietario del Partido Acción Nacional por el distrito IV de Hermosillo, Sonora en la LIX legislatura de Sonora (2009-2012).
Como diputado local fue presidente de la Comisión de Justicia y Derechos Humanos y Secretario de las Comisiones de:[cita requerida]
- Gobernación y Puntos Constitucionales.
- Hacienda y Crédito Público.
- Vigilancia.
- Desarrollo Económico.
- Ciencia y Tecnología.
- Pesca y Acuacultura.

## Diputado federal
Es elegido el 1 de julio de 2012 diputado propietario del Partido Acción Nacional por el V distrito de Sonora.
Como diputado federal fue presidente de la Comisión de Hacienda y secretario de las comisiones de:
-Presupuesto y cuenta pública.
-Puntos Constitucionales (donde pasaron todas las reformas del "Pacto por México").
Siendo este el presidente del Consejo de Economía del GPPAN y el principal negociador por parte del Partido Acción Nacional del presupuesto de egresos los 3 años de la legislatura.[cita requerida]

## Secretario General del PAN
El 10 de julio se registra Ricardo Anaya para contender por la Presidencia nacional del PAN y designa a Damián Zepeda dentro de su planilla para el cargo de Secretario General.[cita requerida] El 16 de julio inicia la campaña por la Presidencia del PAN contendiendo Ricardo Anaya y Javier Corral, resultando el primero ganador de la contienda con más de 74% de los votos el 16 de agosto. El 21 de agosto Dámian Zepeda asume la Secretario General del PAN.